# 1000-km-Rennen von Spa-Francorchamps 2010

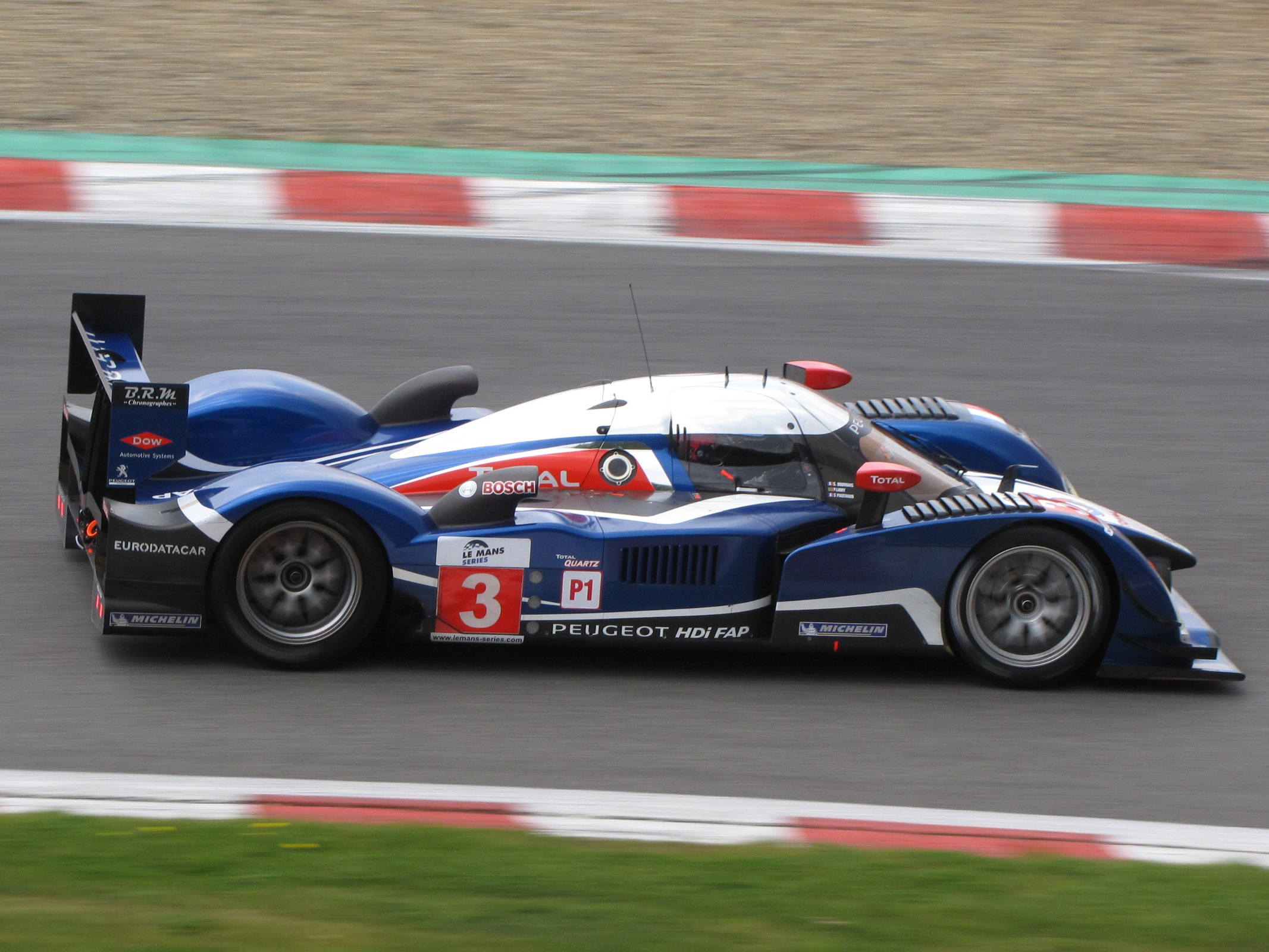
Peugeot 908 HDi FAP mit der Startnummer 3; Siegerwagen von Pedro Lamy, Sébastien Bourdais und Simon Pagenaud

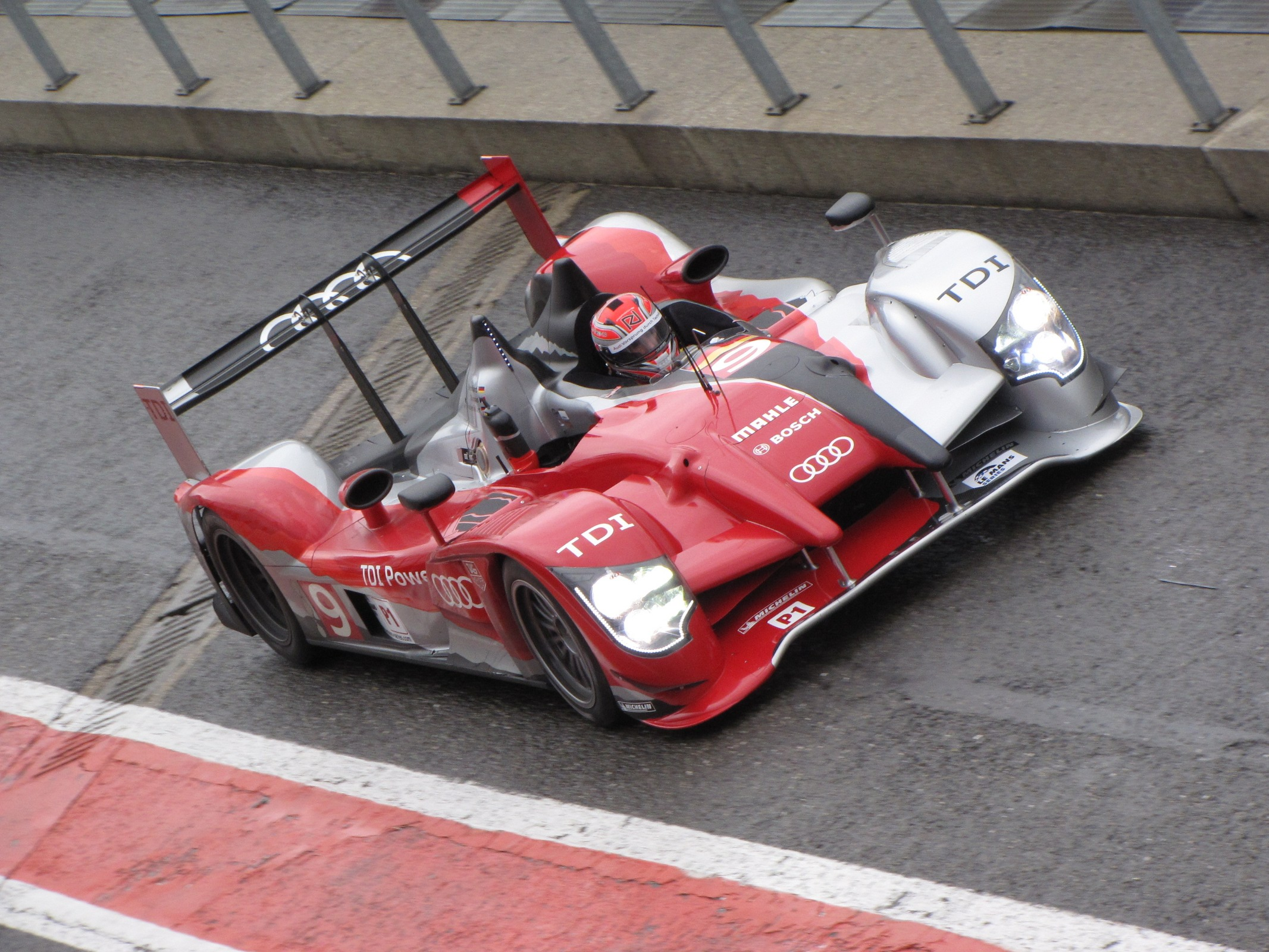
Der Audi R15 TDI (Startnummer 9) mit Romain Dumas am Steuer in der Boxengasse

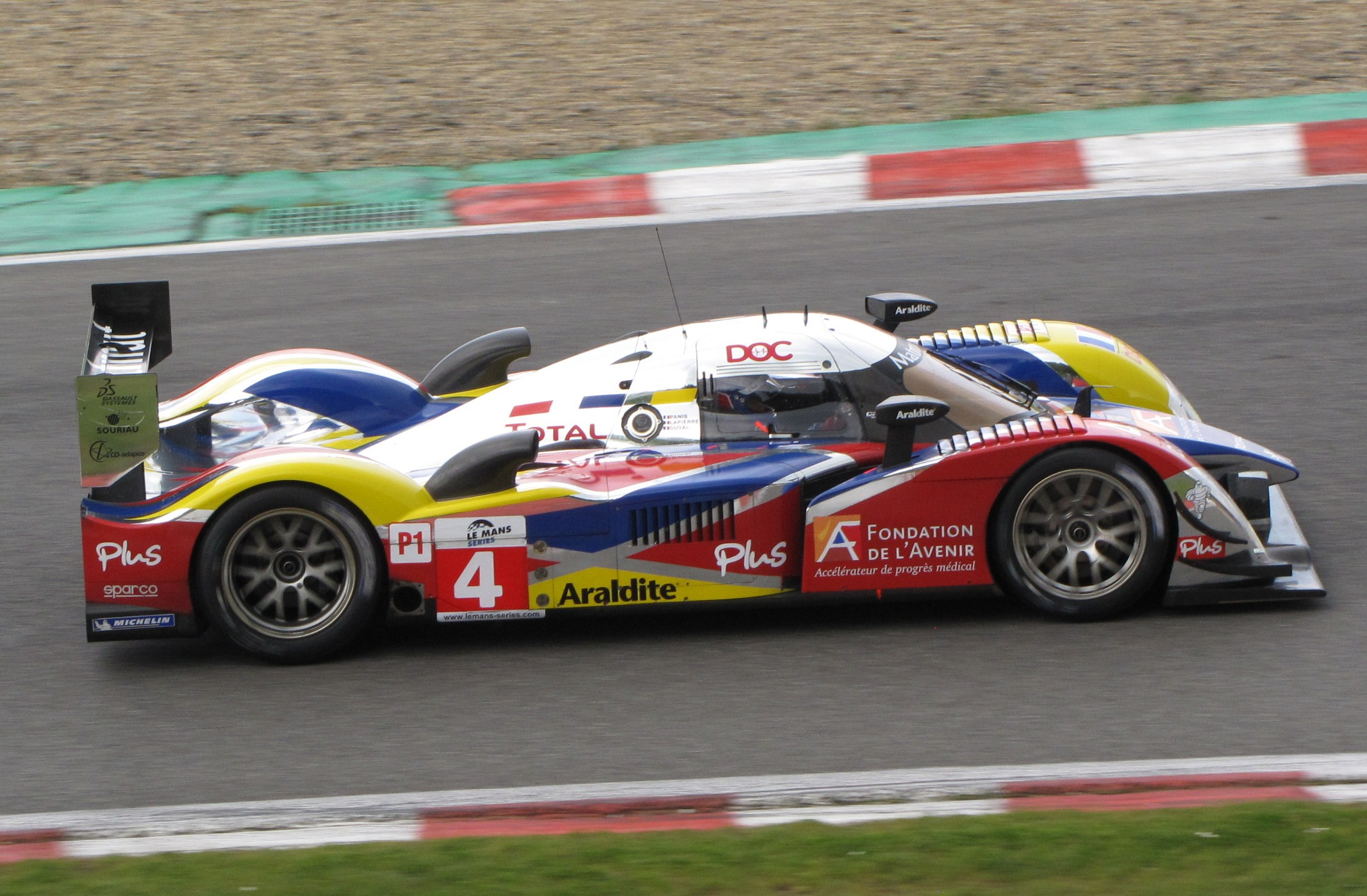
Olivier Panis verunfallte im Oreca-Peugeot 908HDi FAP in der vierten Runde nach einer Kollision in der Eau Rouge

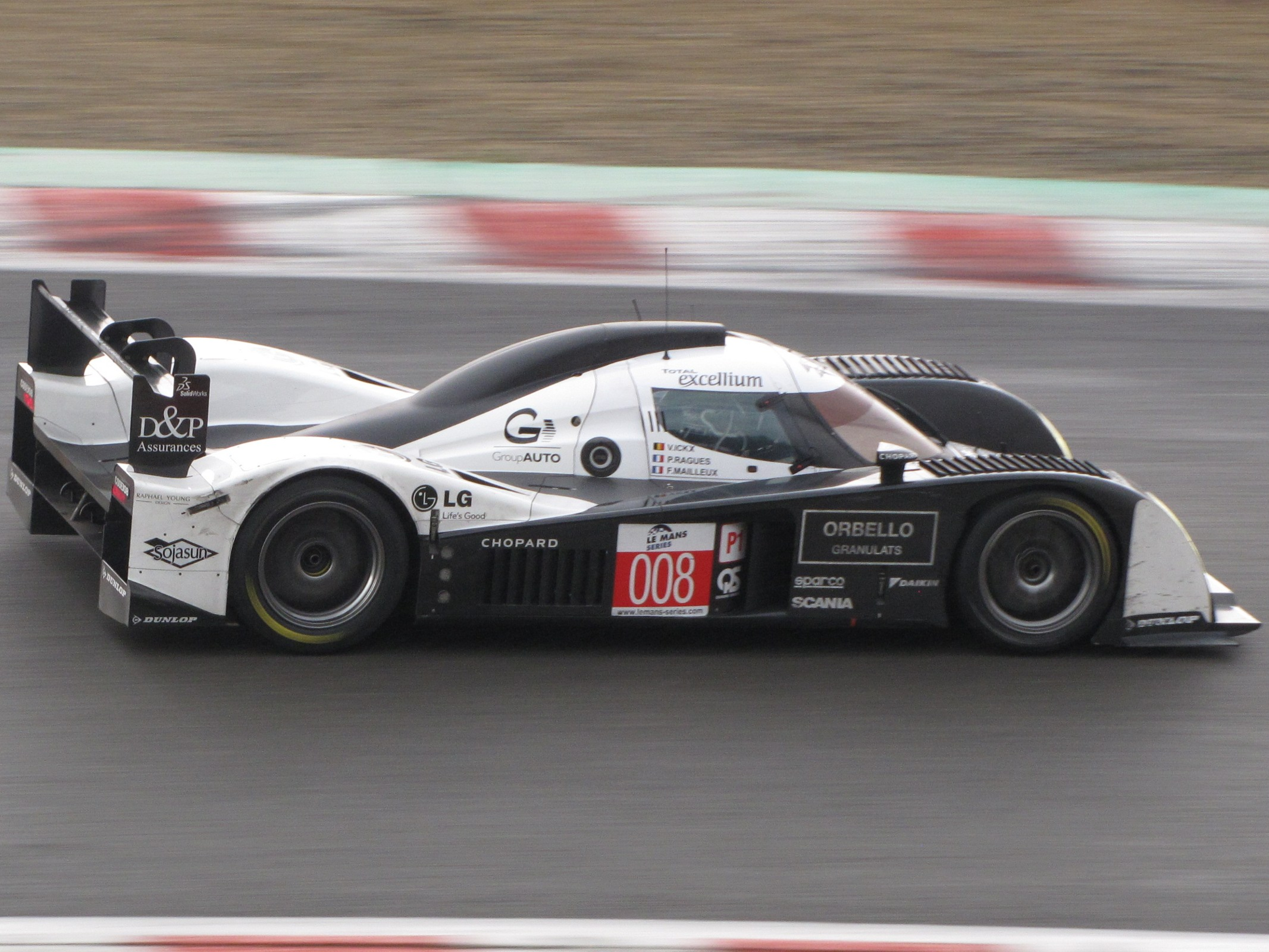
Vanina Ickx im Lola Aston Martin DBR1

Das 27. 1000-km-Rennen von Spa-Francorchamps, auch 1000 km de Spa Francorchamps, Spa-Francorchamps, fand am 9. Mai 2010 in Spa-Francorchamps statt und war der zweite Wertungslauf der Le Mans Series dieses Jahres.

## Vor dem Rennen
Das 1000-km-Rennen von Spa-Francorchamps wurde von den Werksteams von Peugeot und Audi, wie in den Jahren davor, als Vorbereitungsrennen für die 24 Stunden von Le Mans genutzt. Für Peugeot fuhren Pedro Lamy, Sébastien Bourdais und Simon Pagenaud den 908 HDi FAP mit der Nummer 3. Für den Wagen mit der Nummer 2 waren Franck Montagny, Stéphane Sarrazin und Nicolas Minassian gemeldet. Wegen gesundheitlicher Probleme konnte Minassian am Renntag nicht antreten, daher mussten die beiden verbliebenen Fahrer dem Reglement entsprechend das Rennen als Zweierteam bestreiten. Den dritten Peugeot steuerten Marc Gené, Alexander Wurz und Anthony Davidson. Gené und Wurz hatten 2009 mit David Brabham als drittem Fahrer das 24-Stunden-Rennen von Le Mans für Peugeot gewonnen. Brabham, der einen Honda-Vertrag hatte und Acura-Protopyen in der American Le Mans Series fuhr, wurde im Vorjahr für die Rennen in Spa und Le Mans freigestellt. 2010 verwehrte man ihm ein Antreten für Peugeot. Dadurch kam Anthony Davidson ins Team. Ein vierter 908 wurde 2010 von Oreca eingesetzt und von Olivier Panis, Nicolas Lapierre und Loïc Duval gefahren.
Auch Joest Racing meldete drei Einsatzwagen. Tom Kristensen ging mit seinen Stammpartnern Allan McNish und Rinaldo Capello im Audi R15 TDI an den Start. Timo Bernhard und Romain Dumas, beide Porsche-Werksfahrer und an die Konzernschwester Audi ausgeliehen, steuerten den Audi mit der Nummer 9 gemeinsam mit Mike Rockenfeller. Ein neues Trio bildeten André Lotterer, Benoît Tréluyer und Marcel Fässler im Wagen mit der Nummer 8.

## Das Rennen
Die schnellste Trainingszeit erzielte Sébastien Bourdais Im Peugeot mit der Nummer 3, der im Qualifikationstraining eine Zeit von 1:57,884 Minuten mit einer Durchschnittsgeschwindigkeit von 213,892 km/h fuhr. Das eigentliche Rennen begann turbulent. Bei Beginn der Einführungsrunde waren alle Fahrzeuge mit Slicks bereift, als leichter Regen einsetzte und die Fahrer bei der Anfahrt zu den Streckenabschnitten Le Combes und Malmedy überraschte. André Lotterer, der im Audi R15 TDI vom fünften Startplatz aus ins Rennen ging, rutsche beim Aufwärmen der Reifen nach Le Combes von der Strecke und schlug zuerst mit dem Heck und danach mit dem Vorderwagen in den Reifenstapeln ein. Olivier Panis drehte sich im Oreca-Peugeot ebenfalls, der Wagen blieb aber auf der Strecke und Panis konnte sich wieder am vierten Startplatz einordnen. Während die Rennleitung das Feld mittels Indianapolis-Start in die 1000-km-Distanz schickte, kam Lotterer im Audi in langsamer Fahrt zur Notreparatur an die Boxen.
Den ersten Unfall gab es nach wenigen Metern. In Führung lag Pedro Lamy vor Olivier Panis und Allan McNish im besten Audi, als es in  der Eau Rouge stärker zu regnen begann, weshalb der am Ende des Felds fahrende Filippo Francioni im Lola B09/80 bei der Kurvenausfahrt nach einem Dreher in die Reifenstapel prallte. Die Streckenposten bargen das Wrack in derart kurzer Zeit, dass das Safety Car nur drei Runden auf der Strecke blieb. In der vierten Runde, direkt nach dem Ende der Safety-Car-Phase, geschah ein weiterer Unfall in der Eau Rouge. Jean-Christophe Boullion traf im Lola B10/60 von Rebellion Racing bei der Kurvenausfahrt den Oreca-Peugeot von Olivier Panis im Heck, der dadurch von der Strecke abkam und in den Sicherheitsbarrieren einschlug. Während Boullion mit dem Lola weiterfahren konnte, musste Panis aufgeben.
In den ersten beiden Rennstunden führte Allan McNish im Audi vor den Peugeots mit den Nummern 2 und 3. Knapp vor Rennhälfte hatte Stéphane Sarrazin beim Überrunden eine Kollision bei Stavelot. Mit einem Schaden am Heck fuhr er zurück an die Boxen. Zum großen Glück der Peugeot-Mannschaft wurde fast zeitgleich das Rennen mit der roten Flagge abgebrochen, da an der gesamten Strecke der Strom ausgefallen war. Als das Rennen nach einer längeren Unterbrechung wieder aufgenommen wurde, hatte der inzwischen von Franck Montagny gefahrene Peugeot nur eine halbe Runde verloren. Die Entscheidung über den Gesamtsieg fiel nach der letzten Safety-Car-Phase, die nach einem Unfall von Christoffer Nygaard im Aston Martin DBR9 in Blanchimont notwendig wurde. Nach der Rennfreigabe setzte erneut leichter Regen ein und Simon Pagenaud fuhr Tom Kristensen im Audi auf und davon. Kristensen hatte Probleme, den Audi auf der feuchten Bahn zu halten. Vier Minuten vor Rennschluss wurde er von Stéphane Sarrazin im Peugeot überholt, der trotz seines Unfalls mit Partner Montagny noch als Gesamtzweiter ins Ziel kam. Der Sieg ging an den Werks-Peugeot mit der Nummer 3, gefahren von Lamy, Bourdais und Pagenaud.

## Ergebnisse

### Schlussklassement
| 1               | LMP1 | 3   | Team Peugeot Total       | Pedro Lamy Sébastien Bourdais Simon Pagenaud         | Peugeot 908 HDi FAP        | 139 |
| 2               | LMP1 | 2   | Team Peugeot Total       | Franck Montagny Stéphane Sarrazin                    | Peugeot 908 HDi FAP        | 139 |
| 3               | LMP1 | 7   | Audi Sport Team Joest    | Allan McNish Rinaldo Capello Tom Kristensen          | Audi R15 TDI               | 139 |
| 4               | LMP1 | 1   | Team Peugeot Total       | Marc Gené Anthony Davidson Alexander Wurz            | Peugeot 908 HDi FAP        | 138 |
| 5               | LMP1 | 9   | Audi Sport North America | Timo Bernhard Romain Dumas Mike Rockenfeller         | Audi R15 TDI               | 137 |
| 6               | LMP2 | 40  | Quifel ASM Team          | Olivier Pla Miguel Amaral                            | Ginetta-Zytek 09S          | 130 |
| 7               | LMP2 | 25  | RML                      | Thomas Erdos Mike Newton Andy Wallace                | Lola B08/80                | 130 |
| 8               | LMP2 | 35  | OAK Racing               | Richard Hein Guillaume Moreau                        | Pescarolo 01 Evo           | 129 |
| 9               | LMP2 | 24  | OAK Racing               | Matthieu Lahaye Jacques Nicolet                      | Pescarolo 01 Evo           | 128 |
| 10              | LMP2 | 30  | Racing Box               | Ferdinando Geri Andrea Piccini Giacomo Piccini       | Lola B09/80                | 128 |
| 11              | LMP1 | 13  | Rebellion Racing         | Jean-Christophe Boullion Andrea Belicchi             | Lola B10/60                | 127 |
| 12              | LMP1 | 8   | Audi Sport Team Joest    | André Lotterer Benoît Tréluyer Marcel Fässler        | Audi R15 TDI               | 126 |
| 13              | LMP1 | 008 | Signature Plus           | Franck Mailleux Vanina Ickx Pierre Ragues            | Lola Aston Martin DBR1     | 125 |
| 14              | FLM  | 47  | Hope Polevision Racing   | Wolfgang Kaufmann Steve Zacchia Luca Moro            | Oreca FLM09                | 124 |
| 15              | GT2  | 77  | Team Felbermayr Proton   | Richard Lietz Marc Lieb                              | Porsche 997 GT3 RSR        | 124 |
| 16              | LMP2 | 36  | Pegasus Racing           | Julien Schell Jean-Christophe Metz Frédéric Da Rocha | Courage-Oreca LC75         | 123 |
| 17              | GT1  | 70  | Marc VDS Racing Team     | Bas Leinders Markus Palttala Eric de Doncker         | Ford GT                    | 123 |
| 18              | FLM  | 45  | Boutsen Energy Racing    | Dominik Kraihamer Nicolas De Crem Bernard Delhez     | Oreca FLM09                | 123 |
| 19              | GT2  | 96  | AF Corse                 | Jaime Melo Gianmaria Bruni                           | Ferrari F430 GTC           | 123 |
| 20              | GT2  | 95  | AF Corse                 | Jean Alesi Toni Vilander Giancarlo Fisichella        | Ferrari F430 GTC           | 231 |
| 21              | GT2  | 79  | BMW Team Schnitzer       | Dirk Müller Augusto Farfus Andy Priaulx              | BMW M3                     | 123 |
| 22              | GT2  | 76  | IMSA Performance Matmut  | Patrick Pilet Raymond Narac                          | Porsche 997 GT3 RSR        | 123 |
| 23              | GT1  | 60  | Matech Competition       | Thomas Mutsch Jonathan Hirschi Mathias Beche         | Ford GT                    | 123 |
| 24              | GT2  | 91  | CRS Racing               | Andrew Kirkaldy Tim Mullen                           | Ferrari F430 GTC           | 122 |
| 25              | GT2  | 85  | Spyker Squadron          | Peter Dumbreck Tom Coronel                           | Spyker C8 Laviolette GT2-R | 121 |
| 26              | GT2  | 88  | Team Felbermayr Proton   | Martin Ragginger Patrick Long Christian Ried         | Porsche 997 GT3 RSR        | 121 |
| 27              | GT2  | 75  | Prospeed Competition     | Richard Westbrook Marco Holzer                       | Porsche 997 GT3 RSR        | 121 |
| 28              | GT1  | 61  | Matech Competition       | Rahel Frey Yan Zimmer Cyndie Allemann                | Ford GT                    | 121 |
| 29              | GT2  | 89  | Hankook Team Farnbacher  | Dominik Farnbacher Allan Simonsen                    | Ferrari F430 GTC           | 120 |
| 30              | GT2  | 94  | AF Corse                 | Luís Pérez Companc Matías Russo                      | Ferrari F430 GTC           | 120 |
| 31              | GT1  | 50  | Larbre Compétition       | Gabriele Gardel Patrice Goueslard Fernando Rees      | Saleen S7-R                | 120 |
| 32              | GT1  | 72  | Luc Alphand Aventures    | Stéphan Grégoire David Hart Julien Jousse            | Chevrolet Corvette C6.R    | 120 |
| 33              | GT1  | 66  | Atlas FX-Team Full Speed | Carlo van Dam Julian Schroyen Adam Lacko             | Saleen S7-R                | 120 |
| 34              | GT2  | 78  | BMW Team Schnitzer       | Jörg Müller Dirk Werner Uwe Alzen                    | BMW M3                     | 120 |
| 35              | GT2  | 98  | Prospeed Competition     | Louis Machiels Paul van Splunteren Niek Hommerson    | Porsche 997 GT3 RSR        | 119 |
| 36              | FLM  | 46  | JMB Racing               | Peter Kutemann Maurice Basso John Hartshorne         | Oreca FLM09                | 117 |
| 37              | GT2  | 93  | JWA Racing               | Niki Lanik Paul Daniels Oskar Slingerland            | Porsche 997 GT3 RSR        | 116 |
| 38              | GT2  | 90  | CRS Racing               | Pierre Kaffer Phil Quaife Pierre Ehret               | Ferrari F430 GTC           | 105 |
| 39              | LMP2 | 27  | Race Performance         | Michel Frey Ralph Meichtry Pierre Bruneau            | Radical SR9                | 103 |
| Nicht klassiert |      |     |                          |                                                      |                            |     |
| 40              | GT2  | 92  | JMW Motorsport           | Rob Bell Darren Turner                               | Aston Martin V8 Vantage    | 86  |
| Ausgefallen     |      |     |                          |                                                      |                            |     |
| 41              | GT1  | 52  | Young Driver AMR         | Tomáš Enge Christoffer Nygaard Stefan Mücke          | Aston Martin DBR9          | 82  |
| 42              | LMP2 | 39  | KSM                      | Jean de Pourtales Hideki Noda Jonathan Kennard       | Lola B08/47                | 77  |
| 43              | LMP2 | 42  | Strakka Racing           | Jonny Kane Danny Watts Nick Leventis                 | HPD ARX-01c                | 69  |
| 44              | FLM  | 49  | Applewood Seven          | Damien Toulemonde David Zollinger Ross Zampatti      | Oreca FLM09                | 67  |
| 45              | LMP1 | 12  | Rebellion Racing         | Neel Jani Nicolas Prost                              | Lola B10/60                | 65  |
| 46              | FLM  | 48  | Hope Polevision Racing   | Nico Verdonck Christophe Pillon Vincent Capillaire   | Oreca FLM09                | 30  |
| 47              | FLM  | 43  | DAMS                     | Alessandro Cicognani Gary Chalandon Andrea Barlesi   | Oreca FLM09                | 23  |
| 48              | LMP2 | 41  | Team Bruichladdich       | Thor-Christian Ebbesvik Karim Ojjeh Tim Greaves      | Ginetta-Zytek 09S          | 15  |
| 49              | LMP1 | 4   | Team Oreca Matmut        | Loïc Duval Nicolas Lapierre Olivier Panis            | Peugeot 908 HDi FAP        | 4   |
| 50              | LMP2 | 29  | Racing Box               | Filippo Francioni Luca Pirri                         | Lola B09/80                | 1   |

### Nur in der Meldeliste
Hier finden sich Teams, Fahrer und Fahrzeuge, die ursprünglich für das Rennen gemeldet waren, aber aus den unterschiedlichsten Gründen daran nicht teilnahmen.
| Pos. | Klasse | Nr. | Team              | Fahrer                                   | Chassis          |
| ---- | ------ | --- | ----------------- | ---------------------------------------- | ---------------- |
| 51   | LMP1   | 5   | Beechdean Mansell | Nigel Mansell Greg Mansell Leo Mansell   | Ginetta-Zytek 09 |
| 52   | FLM    | 44  | DAMS              | Edoardo Piscopo Luke Hines Dean Stirling | Oreca FLM09      |

### Klassensieger
| Klasse | Fahrer            | Fahrer             | Fahrer          | Fahrzeug            | Platzierung im Gesamtklassement |
| ------ | ----------------- | ------------------ | --------------- | ------------------- | ------------------------------- |
| LMP1   | Pedro Lamy        | Sébastien Bourdais | Simon Pagenaud  | Peugeot 908 HDi FAP | Gesamtsieg                      |
| LMP2   | Olivier Pla       | Miguel Amaral      |                 | Ginetta-Zytek 09S   | Rang 6                          |
| FLM    | Wolfgang Kaufmann | Steve Zacchia      | Luca Moro       | Oreca FLM09         | Rang 14                         |
| GT1    | Bas Leinders      | Markus Palttala    | Eric de Doncker | Ford GT             | Rang 17                         |
| GT2    | Marc Lieb         | Richard Lietz      |                 | Porsche 997 GT3 RSR | Rang 15                         |

### Renndaten
- Gemeldet: 52
- Gestartet: 50
- Gewertet: 39
- Rennklassen: 5
- Zuschauer: unbekannt
- Wetter am Renntag: Regen am Anfang und am Ende
- Streckenlänge: 7,004 km
- Fahrzeit des Siegerteams: 6:00:39,012 Stunden
- Gesamtrunden des Siegerteams: 139
- Gesamtdistanz des Siegerteams: 973,556 km
- Siegerschnitt: 161,967 km/h
- Pole Position: Sébastien Bourdais – Peugeot 908 HDi FAP (#3) – 1:57,884 = 213,892 km/h
- Schnellste Rennrunde: Franck Montagny – Peugeot 908 HDi FAP (#2) – 1:59,797 = 210,476 km/h
- Rennserie: 2. Lauf der Le Mans Series 2010